# Flamenco Chill (álbum)
Flamenco Chill es un álbum de compilación de varios artistas, publicado por Sony BMG Music (Spain) en 2002. En este álbum, el grupo malagueño Chambao tiene seis propias canciones y dos versiones: "Tu frialdad" de Triana y "Como el agua" de Camarón de la Isla, todas producidas por Henrik Takkenberg.

## Listado de canciones
Disco 1:
1. Vicente Amigo - "Preludio" — 0:33
2. Doc K! - "Media luna" — 6:06
3. Chambao - "Playas de Barbate" — 6:17
4. José Luís Encinas - "Luna de fiesta" — 6:01
5. Vicente Amigo - "Morente" — 3:58
6. Chambao - "Verde mar" — 4:01
7. Denis Stern - "Way To Alhambra" — 8:10
8. Miguel Picasso - "Southern Nights" — 4:55
9. Chambao - "No te pierdas" — 6:51
10. Intro - "Zambra" — 5:34
11. Elena Andújar - "Ten cuidado" — 3:13
12. Chambao - "Como el agua" — 3:34

Disco 2:
1. Chambao - "Instinto humano" — 4:37
2. Vicente Amigo - "Mensaje" (Fandangos) — 5:01
3. G Club Presents Banda Sonora - "Guitarra G" (G-Club's Chill Out Mix) — 7:17
4. Chambao - "Pasta pa' la costa" — 3:47
5. Fundación Elvissa - "Como el agua" (Tribute To Fundación Elvissa) — 4:29
6. Vicente Amigo - "Querido Metheny" — 9:22
7. Chambao - "Tu frialdad" — 5:00
8. Pedro Ricardo Miño - "Río Miño" — 3:31
9. Chambao - "Luz" — 4:51
10. Intro - "AD Libitum" — 3:18
11. Howie B - "Making Love On Your Side" — 4:55

- Datos: Q28517311